# 小山宙哉
小山 宙哉（こやま ちゅうや、1978年9月30日 - ）は、日本の漫画家。京都府生まれ。男性。妻は漫画家・イラストレーターのこやまこい子。

## 来歴
京都市立西陵中学校、京都市立銅駝美術工芸高等学校、大阪市立デザイン教育研究所を卒業。デザイン会社のサラリーマンを経て、『モーニング』に持ち込みをした『ジジジイ』で第14回MANGA OPEN審査委員賞（わたせせいぞう賞）受賞。『劇団JET'S』で第15回MANGA OPEN大賞受賞。
その後、こしのりょうの下でアシスタントをしながら『ハルジャン』の連載準備をし、モーニング2006年3・4合併号から『ハルジャン』を連載。続いて『ジジジイ-GGG-』を連載。2007年12月からモーニングで連載している『宇宙兄弟』は初の週刊連載作品。この作品で2010年（平成22年）の第56回小学館漫画賞一般向け部門、2011年（平成23年）の第35回講談社漫画賞一般部門、2014年（平成26年）の手塚治虫文化賞読者賞を受賞している。
さらに2017年（平成29年）4月から、α-STATIONにおいて平日21時台に放送されている帯番組『FLAG RADIO』の偶数月水曜版を担当。小山の地元 京都で自身初のラジオDJに挑戦するとともに、同番組史上初めて、職業として音楽に携わっていない者が担当することになる。

## 人物
埼玉県に住んでいた時期もある。小学生では野球、中学生ではサッカーをやっていた。美術系の高校に進学したが、グラウンドが狭くサッカー部がなかったのでサッカー同好会を作った。
小中学生の頃の夢はサッカー選手か画家。漫画家には「なれたらいいなぁ」とは考えていたが、決断したのは『ジジジイ』が受賞してから。影響を受けた漫画家に、鳥山明、井上雄彦、松本大洋、小林まこと、新井英樹らを挙げており、『SLAM DUNK』の影響も大きいと語っている。好きなミュージシャンにザ・クロマニヨンズとUNICORNを上げている。
名前に「宙」の文字が入っているが、これは本名であり、『宇宙兄弟』との関連性はない。
性格はイタズラ好きでアシスタントの机に蝉の抜け殻や虫のオモチャを置いて驚かせるなどお調子者の一面もある。『われらがコヤチュー部』より

## 作品リスト
- ハルジャン（『モーニング』2006年3・4合併号 - 14号、全1巻） - スキージャンプを描いた作品。
- ジジジイ-GGG-（『モーニング』2006年27号・45号・2007年14号・15号・17号、全1巻） - 持ち込みをした『ジジジイ』と同じ主人公（70歳で俊足の泥棒）で新しく描き直した作品。
- 宇宙兄弟（『モーニング』2008年1号 - 連載中、既刊45巻） - アニメ化・映画化。
- H2Aロケット（2016年11月2日打ち上げの31号機）にモザイクアートを描いた[8]。

## メディア出演

### バラエティ番組
- オトナの!（2015年9月16日・23日、TBS） - 岸田繁(くるり)とのコラボ共演でトークショー
- 人気漫画家が選ぶ！本当にすごい漫画はコレだ！2022冬（2022年12月30日、テレビ朝日） - 「あなたが本当にすごいと思う漫画は何ですか？」というインタビュー
- 踊る!さんま御殿!!（2024年1月23日、日本テレビ系列）[6]

### 情報・ドキュメンタリー番組
- 情熱大陸（2016年11月27日、TBS）
- ニュースウオッチ9（2017年1月13日、NHK） - 特集で大西卓哉宇宙飛行士とのインタビュー
- 池上彰宇宙の旅2018（2018年3月28日、TBS） - 毛利衛宇宙飛行士との質問形式でゲストとしてコラボ共演

### テレビアニメ
- 宇宙兄弟 第45話（2013年2月17日、日本テレビ系列） - ティッシュ太郎ズのティッシュ 役（ゲスト出演）

### ラジオ
- FLAG RADIO（2017年4月5日 - 、α-STATION） - 自身初のラジオDJ。小山は同番組の偶数月水曜版を担当

## 関連人物
こしのりょう
師匠。
ツジトモ
親友。互いのアシスタントをしたことがある。
羽賀翔一
元アシスタント。